# Tomaso Buzzi
Tomaso Buzzi (* 1900 in Sondrio; † 1981 in Rapallo) war ein italienischer Architekt und Designer.
Der Spross aus reicher Familie begann seine Karriere 1923 in Mailand und schloss sich der moderat neoklassizistisch orientierten Gruppe Noveceneto milanese um Gio Ponti und Emilio Lancia an. Mit ihnen realisierte er 1925–26 die Villa de l'ange volant in Paris. Ab 1931, mit der Villa Vittoria Contini, begann Buzzis Kontakt mit der Hocharistokratie. Er arbeitete auch als Möbel- und Glasdesigner und schrieb Artikel in Domus und Dedalo. Buzzis langsame Abwendung von der Moderne akzentuierte sich nach 1945, als er vor allem als Privatarchitekt für den italienischen Adel und die Großbourgeoisie der Volpi, Agnelli etc. arbeitete. 1956 begann der hochgebildete, bibliophile Weltmann und Einzelgänger mit der Umwandlung eines alten Franziskanerklosters in seine persönliche Idealstadt: La Scarzuola ist historisierende, symbolgeladene Außenseiter-Architektur (in Montegabbione, Ortsteil Montegiove, Provinz Terni).